# 荻野直正
荻野 直正（おぎの なおまさ）は、戦国時代から安土桃山時代にかけての武将。赤井 直正（あかい なおまさ）とも呼ばれる。通称は悪右衛門。赤井氏の実質的な指導者として、氷上郡（現在の兵庫県丹波市）を中心に丹波国で勢力を誇った。

## 出自
赤井氏は清和源氏頼季流で、頼季の孫・家満（家光）が丹波国芦田（丹波市青垣町）に流されて芦田（または井上）を称し、その来孫・為家が新郷（丹波市氷上町）の赤井に住して赤井を称したことから始まるとされる。
永正17年（1520年）に赤井兵衛大夫（赤井忠家）が禁裏御料所の栗作郷（丹波市山南町）を違乱・押領したとの記事が、史料上の初見となる。大永6年（1526年）に神尾寺城の柳本賢治の援軍に駆けつけた際、赤井五郎（忠家）は2,000の兵を率いていたとされており（『細川両家記』）、応仁の乱などで姿の見えない新興勢力の赤井氏も当時それだけの勢力へと成長していた。

## 生涯

### 荻野氏への養子入り
享禄2年（1529年）、後谷城（丹波市氷上町新郷）主である赤井忠家（伊賀守）の子・時家の次男として生まれる。
幼名を才丸と名乗った直正は、幼少期に朝日城（丹波市春日町朝日）を拠点とする荻野氏の猶子となった。朝日城時代の直正は、真偽は不明だが9歳で家老分の者を手討ちにし、13歳の時に野山城（丹波市春日町野山）へ攻め寄せる内藤氏を打ち破って初陣を飾ったと伝わる。天文23年（1554年）1月2日、年賀の席で直正は外叔父・荻野秋清を殺害してその居城・黒井城（丹波市春日町黒井）を奪っており、これ以後「悪右衛門」と称したという。
正室として初め荻野秋清の娘を娶り、その後、近衛氏の息女（近衛前久の妹、または娘）を継室に迎えた。『永山休兵衛系図』では足利義尋の妻・古市氏は直正の妻で、直正死後に義尋夫人になったとしているが、真相は不明である。

### 内藤宗勝との攻防
天文22年（1553年）、丹波守護代・内藤国貞が討死すると、三好長慶家臣・松永長頼がその跡を継ぎ、後に内藤宗勝と名乗るようになる。三好氏に擁立される細川氏綱は、松永長頼に忠節を尽くすよう丹波国人らに通達している。弘治元年（1555年）、内藤方とみられる足立氏・芦田氏と赤井一族との間で戦いが起き、直正の兄・赤井家清は深手を負い、直正も7か所、または12か所に傷を受けたという（香良合戦）。弘治3年（1557年）、その時の傷がもとで家清が死去したため、直正がまだ幼い家清の子・忠家を補佐した。
永禄元年（1558年）11月、直正は天田郡の荒木尚雅を攻め滅ぼしたが、その後、内藤宗勝により赤井氏・荻野氏の拠点は攻略されたとみられ、黒井城は内藤方の手に落ちていた。
直正らは勢力回復に努め、永禄4年（1561年）6月に内藤宗勝が若狭での合戦に敗れた際には、何鹿郡衆は赤井・荻野方となっていた。永禄7年（1564年）9月、赤井氏・荻野氏は氷上郡と天田郡の境にある烏帽子山城（丹波市青垣町山垣、京都府福知山市小牧）に陣取り、永禄8年（1565年）1月には赤井時家が天田郡長福寺に一両日逗留して、内藤方の夜久氏の様子をうかがっている。永禄8年（1565年）8月、天田郡または何鹿郡において、直正は内藤宗勝を討ち取った。
こうして丹波奥三郡（氷上・天田・何鹿）を支配下に置いた赤井氏は、堂々たる戦国大名とも評される。

### 織田氏との戦い
永禄11年（1568年）に織田信長が将軍・足利義昭を奉じて上洛してくると、まもなく義昭・信長に降ったとみられる。永禄13年（1570年）3月には、甥の赤井忠家が信長より丹波奥三郡を安堵された。その後、信長と義昭が対立を始めると、元亀4年（1573年）1月には、直正が義昭方として京に出陣するとの噂が流れ（『顕如上人御書札案留』）、同年7月には毛利氏のもとに寄寓する義昭より助力を求められている（『赤井文書』）。天正2年（1574年）2月には武田勝頼からの書状が届いており（『赤井文書』）、直正は勝頼と連携して信長への敵対行動をとっていた。天正元年（1573年）8月には羽柴秀吉が赤井氏に松尾社領の押領停止を命じている（『東文書』）。なお、天正元年（1573年）から天正3年（1575年）6月までの間、京を出奔した義兄（または義父）の近衛前久を受け入れていた。
元亀2年（1571年）11月、氷上郡に侵攻してきた但馬国の山名祐豊を忠家とともに撃退していたが、天正3年（1575年）には直正は但馬へと侵攻していた。これに対し山名祐豊は織田信長に救援を求め、信長は内藤・宇津氏誅伐のため丹波に入っていた明智光秀に直正討伐を命じた。この時、直正は竹田城（朝来市）を攻めていたが（『吉川家文書』）、光秀の出陣を知ると黒井城へと戻る。天正3年（1575年）11月、光秀は12、3か所に陣城を築いて黒井城を包囲したが、翌天正4年（1576年）1月、光秀方に付いていた多紀郡八上城主の波多野秀治が突如離反したことで、光秀は退却した（黒井城の戦い）。同年4月には、直正・忠家は信長に詫言を伝えて赦免されている。織田氏の実力を知って衝突を避けることを選んだとみられるが、黒井城の戦い以前より明智光秀が帰順交渉を行ってきたことが実を結んだものとも考えられる。
天正6年（1578年）3月9日、直正は50歳で死去した。一説では首切り疔の病（首の腫瘍）だったという。直正の跡は長子の悪七郎直信が継いだとされ、直信の代の荻野氏は、赤井氏と共に再び明智光秀と敵対した。翌天正7年（1579年）8月、黒井城は落城することとなった。

## 系譜
- 父：赤井時家（1494–1581）
- 母：不詳
- 正室：荻野秋清娘
- 継室：渓江院 - 近衛稙家、または近衛前久娘
  - 女子[67]
  - 三男：赤井弥七郎
- 生母不明の子女
  - 長男：荻野直信 - 通称は悪七郎[60][61]。『赤井先祖細記』によると「若歳」で死去したという[61]。
  - 二男：赤井直義（1570–1653）

## 子孫
直正の二男の直義は藤堂家に仕官して1,000石を知行し、子孫は代々重臣を務めた。
直正の三男とされる赤井弥七郎（母は渓江院）は、慶長元年（1596年）より豊臣秀吉に仕え、その後秀頼に仕えた。大坂の陣に豊臣方として参戦した後、元和2年（1616年）に藤堂家に500石で召し抱えられた（『公室年譜略』）。赤井弥七郎の法号は護念院心澤常光大禅定門で、金沢市光覚寺の古市家墓地に眠っている（西坊義信『古市氏系図続』2015年、同『西坊家口伝集続々』2015年）。
2011年（平成23年）、直正の子孫である元京都大学助教授・赤井龍男が赤井家住宅を伊賀市に寄贈した。住宅は上野城下町に残る数少ない武家屋敷のひとつで、2010年（平成22年）に国の登録有形文化財に登録されていた。赤井家住宅はその後修復され、カフェやイベントで利用される施設となった。
直正の弟の赤井幸家のその後は丹波宮田で足立基則の孫娘を継室とし、久基を儲けて、慶長11年（1606年）に70歳で没する。久基は父の死後、父の弟で1,500石の旗本の赤井弥平衛時直を頼り、大和宇智郡犬飼村で養育された。久基は赤井宗家の赤井忠泰の娘と結婚し、姓を足立に改姓している。
幸家の子の幸長や時勝は徳川家康に仕え、その子孫は旗本として続いた。また、直正の末弟・時直も天正12年（1584年）の小牧・長久手の戦いの際に味方したのを機に家康に仕え、その子孫らも旗本として続いた。徳川直参や藩士となった赤井一族は、幕末には18家に及んでいた。
元・プロボクサーの赤井英和は幸家の末裔であるとされる。その娘で女優、タレント、プロレスラーの赤井沙希がいる。

## 備考
- 江戸時代に湯浅常山が著した説話集[78]『常山紀談』に「赤井悪右衛門」として登場し、要害に陣取る敵将をそこから誘い出して討ち取ったとの逸話が記される[79]。
- 近隣の豪族らより「丹波の赤鬼」と恐れられたとされる（『丹波志』）[80]。また直正は東国にもその名が聞こえ[41]、『甲陽軍鑑』では4大将（北条氏康・武田信玄・上杉謙信・織田信長）に次ぐ「名高き大将衆」13人の筆頭に「丹波ノ赤井悪右衛門」として挙げられている[81][80]。
- 死の直前、羽柴秀吉からの援軍として黒井城攻めに加わっていた脇坂安治が勧降に訪れ、直正は赤井家伝来の家宝である「貂の皮」を安治に譲ったとの逸話がある[82][83]。安治はこの貂の皮を槍の鞘に使用し、以後脇坂家の馬印になったとされるが、当時の状況と合わないため後世の創作とみられる[82][83]。なお、このエピソードを描いた司馬遼太郎の小説『貂の皮』（新潮文庫『馬上少年過ぐ』所収）がある。
- 『兵家茶話』によると、病にかかった直正が京都より外科医を招いたところ、直正は織田信長の命を受けたその外科医により毒殺されたとの噂があったという[64]。また、直正の死から4日後の天正6年（1578年）3月13日、近江坂本城にいた明智光秀が丹波の織田側国衆である小畠越前守に対して「調略が成功したら、明日にでも出撃するので油断ないように」という書状を送り、その翌日に直正の死が京都に伝わっていることから、直正が光秀に暗殺された可能性も否定できないとする見方もある[84]。
- 直正がこれほどの勢力を持ったのは、赤井党がかなり早期より生野銀山の採掘権を掌握していたからだとされる[85]。